# Mary Sibande
Mary Sibande, née le 11 avril 1982, est une artiste sud-africaine qui vit et travaille à Johannesbourg. Son travail explore les thèmes de genre, de classe et de race, par le biais de la représentation sculpturale de son alter ego, Sophie, symbolisant la domestique noire.

## Carrière
Mary Sibande est née à Barbeton durant le régime de l'apartheid en Afrique du Sud. Sa mère, grand-mère et arrière-grand-mère étaient des travailleuses domestiques. Elle poursuit des études supérieures en arts plastiques  à l'université de Johannesburg jusqu'en 2007, passant notamment par le Technikon Witwatersrand (en).
La peinture et la sculpture de Mary Sibande utilise la forme humaine pour explorer la construction de l'identité dans un contexte postcolonial sud-africain, mais aussi pour tenter de critiquer les représentations stéréotypées des femmes, en particulier des femmes noires. Depuis plusieurs années, son travail tourne exclusivement autour d'une représentation d'une dénommée Sophie, l'archétype de la bonne noire durant l'apartheid. La vie de Sophie est exposée à travers une série de sculptures à l'échelle humaine, moulées sur Sibande elle-même. Ce travail est souvent considéré comme autobiographique et s'inspire de l'histoire de quatre générations de femmes de sa famille.
Son travail a été présenté par la galerie d’art contemporain Momo, de Monna Mokoena, un galeriste africain de Johannesbourg d'envergure internationale. Il a été exposé dans le pavillon sud-africain lors de l'édition 2010 de la Biennale de Venise, dans des peintures murales à Johannesburg, toujours en 2010, ou encore à l'exposition 1:54 de Londres en 2017 ainsi qu'en 2019. En 2013, elle reçoit la Standard Bank Young Artist Award. En 2019, la Somerset House de Londres lui consacre une exposition. 
À La Réunion, elle expose au musée Léon-Dierx d'octobre 2014 à mars 2015, A reversed retrogress, scène 1. Le musée d'Art contemporain de Lyon lui consacre sa première rétrospective en France métropolitaine de mi-février à mi-juillet 2022,.

## Collections
Les œuvres de Mary Sibande font notamment partie des collections permanentes suivantes : 
- Musée d'Art de Toledo, Toledo.
- Musée d'Art contemporain du Val-de-Marne, Ivry-sur-Seine, France[11]
- Spencer Museum of Art, Lawrence, KS[12]
- FRAC Réunion